# Fuat Uzkınay
Fuat Uzkınay (* 1888; † 29. März 1956 in Istanbul) war ein türkischer Kameramann und Regisseur. Uzkınay drehte als türkischer Reserveoffizier 1914 den ersten Film der türkischen Filmgeschichte.
Es handelte sich um einen Dokumentarfilm über den „Zusammenbruch des russischen Monuments“. Ayastefanos'daki Rus Abidesinin Yıkılışı wurde erstmals am 14. November 1914 öffentlich gezeigt. Aktuell gilt der Film als verschollen.
Uzkınay war auch danach noch stark als Regisseur und Kameramann in der frühen türkischen Filmbranche aktiv.